# Alidosio Alidosi della Massa

Stemma degli Alidosi.

Castel del Rio, resti della prima rocca appartenuta agli Alidosi.

Alidosio Alidosi della Massa (... – Castel del Rio, dopo 1304) è stato un politico italiano e primo signore di Castel del Rio.

## Biografia
Alidosio Alidosi, chiamato Alidosio della Massa, appartenne alla famiglia degli Alidosi, signori di Imola e ne utilizzava lo stemma. Era signore di Castel del Rio, chiamato al tempo Massa di Sant'Ambrogio o Mercatale, e di Osta. Fu capitano del popolo di Firenze nel 1304.

## Discendenza
Alidosio ebbe due figli:
- Gentile, secondo signore di Castel del Rio
- Guido